# 김민정 (1995년)
김민정(1995년 7월 27일 ~ )는 대한민국의 KBS창원방송총국 아나운서이다.

## 학력
- 부산외국어고등학교 중국어과 27회(27기) 졸업
- 이화여자대학교 학사

## 경력
- 2019년 ~ 2020년: BTN불교TV
- 2020년 ~ 2021년: 현대HCN 부산방송
- 2021년 ~ 현재: KBS창원방송총국

## 진행

### KBS 창원총국 소속
- KBS창원 1TV '뉴스광장' (2023.2.5 ~ 현재)
- KBS창원 1TV '생생투데이 사람과 세상' (2021년 8월 26일 ~ 2023년 10월 30일)
- KBS창원 1TV '뉴스9' (주말)
- KBS창원 1TV '진수섬찬' 나레이션